# 巴塞洛缪·戈斯诺德
巴塞洛缪·戈斯诺德（英語：Bartholomew Gosnold），（1572年—1607年），文艺复兴时期欧洲英国航海家和探险家。他曾沿着北美洲的东海岸航行，与土著美洲人进行贸易往来。1602年，他发现了北美洲的科德角。他还对建立詹姆斯敦殖民地有贡献，后死于该城。

## 扩展阅读
- David A. Price, Love and Hate in Jamestown (Alfred A. Knopf, 2003: ISBN 0-375-41541-6)
- David R. Ransome, ‘Gosnold, Bartholomew (d. 1607)’, Oxford Dictionary of National Biography, Oxford University Press, 2004